# Cour nationale de l'incapacité et de la tarification de l'assurance des accidents du travail
La Cour nationale de l'incapacité et de la tarification de l'assurance des accidents du travail (CNITAAT) était une juridiction française de l'ordre judiciaire, prévue par l'ancien article L. 143-3 du code de la sécurité sociale. Son siège était à Amiens.
La loi du 18 novembre 2016 de modernisation de la justice du XXIe siècle supprime cette juridiction au plus tard le 1er janvier 2019. Toutefois, le Décret n° 2020-155 du 24 février 2020 prolongeant la compétence de la Cour nationale de l'incapacité et de la tarification de l'assurance des accidents du travail reporte cette suppression au 31 décembre 2022.
Depuis le 1er janvier 2019, toute nouvelle contestation des décisions en matière de personnes handicapées (MDPH), de tarification (CARSAT), d'invalidité, d'inaptitude et d'accident du travail (CPAM) est traitée par les cours d'appel spécialement désignées.

## Composition
- Un président, magistrat du siège de la cour d'appel (actuellement celle d'Amiens) dans le ressort de laquelle la Cour nationale de l'incapacité et de la tarification de l'assurance des accidents du travail a son siège, désigné pour trois ans dans les formes prévues pour la nomination des magistrats du siège ;
- des présidents de section, magistrats du siège de ladite cour d'appel désignés pour trois ans par ordonnance du premier président prise avec leur consentement et après avis de l'assemblée générale des magistrats du siège ;
- des assesseurs représentant les travailleurs salariés, d'une part, et les employeurs ou travailleurs indépendants, d'autre part.

## Rôle de la Cour
Le barème d'invalidité peut faire l'objet d'un contentieux auprès des tribunaux du contentieux de l'incapacité (TCI) chargés du contentieux technique de la sécurité sociale, en première instance. La CNITAAT statue en appel des jugements des TCI. La CNITAAT constitue depuis 2003 le second degré de juridiction. Elle rend des arrêts qui peuvent être contestés devant la Cour de cassation.
Elle statue directement et sans possibilité d’appel, sur les contestations en matière de tarification des cotisations dues par les entreprises au titre des accidents du travail et des maladies professionnelles.
Elle possède une section handicapés qui gère les dossiers d’appel des jugements rendu par les TCI statuant sur les recours de personnes sollicitant un avantage en raison de leur handicap.
Elle statue sur les décisions concernant :
- l'AAH (allocation adulte handicapé) ou l'AEH (allocation enfant handicapé)
- la carte d'invalidité ;
- le complément de ressource AAH ;
- la PCH (prestation de compensation du handicap) ancienne Tierce personne et financement des aides techniques.

## Contentieux des décisions
- Décision administrative : CDAPH - MDPH.
- Recours du 1er degré : TCI.
- Recours du 2e degré : CNITAAT.
- Pourvoi en cassation.

## Autres articles
- Accident du travail en France
- Handicap
- MDPH - CDAPH
- AAH - AEH